# Dutohlávka

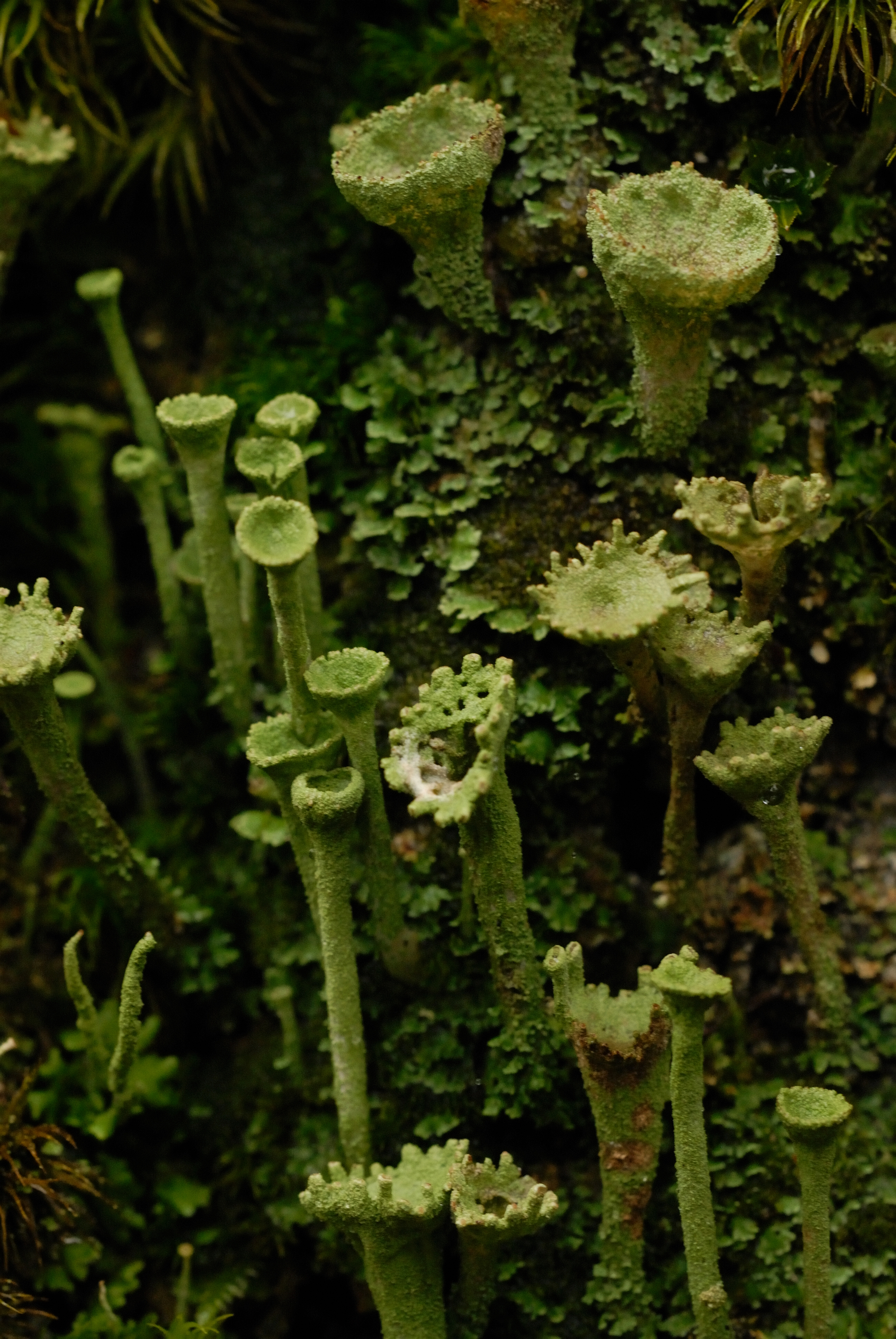
Typický druh rodu Cladonia

Dutohlávka (Cladonia) je rod asi 350 druhů keříčkovitých lišejníků z čeledi dutohlávkovité (Cladoniaceae). Ve střední Evropě jich žije asi 70. Rod je primárním zdrojem potravy pro soby. Z některých druhů jsou extrahována antibiotika. Dutohlávky jsou také zdrojem potravy pro některé motýly, např. pro makadlovku Chionodes continuella. Dutohlávka horská (Cladonia stellans neboli Cladonia stellaris) prodávaná pod obchodním názvem islandský lišejník se používá k dekorativním účelům (slouží např. železničním modelářům při vytváření iluze zmenšené krajiny).
Nejznámějším českým druhem je pravděpodobně dutohlávka sobí (Cladonia rangiferina).